# Crâmpoșie selecționată
Crâmpoșie selecționată este un soi românesc de struguri albi obținut în 1972, prin hibridarea liberă a soiului tradițional Crâmpoșie, de un grup de cercetători format din I. Dobrescu, Emilian Popescu, Daria Basamac, Victoria Lepădatu, Marin Neagu, Petre Baniță, Mircea Mărculescu și Ștefan Buterez de la Stațiunea de Cercetare și Producție Viti Vinicolă Drăgășani.

## Caracteristici morfologice[2]
Frunza adultă este mijlocie, întreagă sau ușor trilobată, colorată verde închis și puternic scămoasă pe fața inferioară. Limbul este gros și gofrat. Sinusurile laterale sunt superficiale, iar sinusul pețiolar este o liră. Dinții sunt mijlocii, cu margini rotunjite și mucronați. Nervurile sunt verzi, iar pețiolul este de culoare verde-vineție, mai lung decât lungimea nervurii mediane. Strugurele este cilindro-conic, de mărime mijlocie spre mare, cu o așezare a boabelor foarte densă, astfel încât acestea se deformează. Bobul este mijlociu, de formă sferică, având la maturitatea deplină o culoare verde-gălbuie cu pete ruginii. Miezul este zemos, iar sămânța este mijlocie ca mărime, ușor rotundă.

## Particularități agrobiologice
Soiul are o vigoare medie de creștere, își maturează strugurii în epoca a V-a, are o fertilitate bună manifestată printr-un procent de aproximativ 70 % lăstari fertili, cu valori ale coeficienților de fertilitate care se înscriu în limitele: c.f.r.0,8-0,9 și c.f.a. 1,2-1,5. Soiul nu meiază, nu mărgeluiește și are o bună rezistență la boli și dăunători. 

## Caracteristici tehnologice
Producția de struguri este de 16,5 t/ha și constante de la an la an. Acumulează zaharuri între 186-209 g/l, în funcție de arealul de cultură. Se obține un vin alb de consum cu 11,6% vol. alcool, aciditate 4,6 g/l H2SO4 și 22,3 g/l extract sec nereducător.